# 4 Oddział Rozpoznawczy
 4 Oddział Rozpoznawczy  (OR-4) – jednostka rozpoznawcza Polskich Sił Zbrojnych na Zachodzie. 
Oddział wchodził w skład 4 Dywizji Piechoty Wojska Polskiego we Francji. Dowodził nim mjr kaw. Jan Skawiński. 
Jednostka nie wzięła udziału w walkach. W połowie czerwca 1940 była w początkowym stadium organizacyjnym. 
Etat dywizjonu ustalono wtedy na 17 oficerów i 352 szeregowych. Części oficerów i szeregowych udało się ewakuować do Wielkiej Brytanii, gdzie jesienią 1940 włączono ich do oddziału rozpoznawczego 10 Brygady Kawalerii Pancernej, późniejszego  10 Pułku Dragonów.